# Бершер ле Пјер
Бершер ле Пјер (фр. Berchères-les-Pierres) насеље је и општина у централној Француској у региону Центар (регион), у департману Ер и Лоар која припада префектури Шартр.
По подацима из 2011. године у општини је живело 983 становника, а густина насељености је износила 49,57 становника/km². Општина се простире на површини од 19,83 km². Налази се на средњој надморској висини од 146 метара (максималној 156 m, а минималној 136 m).

## Демографија
| 1962. | 1968. | 1975. | 1982. | 1990. | 1999. | 2011. |
| ----- | ----- | ----- | ----- | ----- | ----- | ----- |
| 612   | 670   | 728   | 711   | 882   | 916   | 983   |

График промене броја становника у току последњих година